# Intento de golpe de Estado en México de 1871
El intento de golpe de Estado en México de 1871 fue un conflicto armado encabezado por una fracción rebelde en la Ciudad de México, Distrito Federal comandada por los generales Miguel Negrete, Aureliano Rivera y Jesús Toledo con la intención de deponer de la presidencia a Benito Juárez.
Antes de que procediera a computar los votos de la elección de Presidente en la que contendía de nueva cuenta Juárez, el 19 de octubre, un batallón de policía, mató a su coronel y pronunció en La Ciudadela, apoderándose de muchos cañones, parque y elementos de guerra.
El gobierno, alarmado por lo inesperado del pronunciamiento y porque se creyó en ese entonces se encontraba disperso por toda la ciudad y en la República fue sofocado por las acciones de Juárez, quien personalmente, y sin auxilio de su ministro de la Guerra, dictó sus medidas.
La sublevación fue comandada por los generales Miguel Negrete y Jesús Toledo, siendo apoyada por el general Aureliano Rivera con sus fuerzas de caballería, sin embargo, los combates, duraron sólo algunas horas.
La división mandada por el general Sóstenes Rocha atacó oportunamente la Ciudadela, tomándola por asalto a las once de la noche, quedando muchos de los sublevados muertos y otros, prisioneros. Los generales Negrete, Toledo y Rivera, lograron escapar, menos el teniente coronel Echeagaray y algunos oficiales, que fueron fusilados. El gobernador del Distrito Federal, el coronel José María Castro, fue muerto por la caballería pronunciada al mando del general Rivera. Al día siguiente la paz se había restablecido. 